# El siglo de la revolución
El siglo de la revolución es un volumen cuyo autor es Josep Fontana. Fue publicado en febrero de 2017 por la editorial Crítica en el centenario de la Revolución rusa.

## Sinopsis
Con su inicio en la Primera Guerra Mundial y su fin en el año 2017, se plantea una nueva lectura de los grandes acontecimientos del siglo XX a raíz de los cambios que provocó la Revolución rusa de 1917 debido a la introducción de nuevas ideas. También, cómo las luchas de clase tendrán su relevancia a lo largo de la historia y los movimientos surgidos a posteriori como el fascismo y el nazismo, harán que hechos históricos como la Segunda Guerra Mundial entre otros, tengan lugar.  

## Sobre la obra
Este ensayo, divido en 17 capítulos, está escrito [...] «con un lenguaje sencillo», hecho que facilita la comprensión y seguimiento de la narración.